# Le Val-Saint-Père
Le Val-Saint-Père ist eine französische Gemeinde mit 1.914 Einwohnern (Stand: 1. Januar 2022) im Département Manche in der Region Normandie. Sie gehört zum Arrondissement Avranches und zum Kanton Pontorson.

## Geographie
Le Val-Saint-Père liegt nahe der Atlantikküste an der Mündung des Sée und der Sélune. Umgeben wird Le Val-Saint-Père von den Nachbargemeinden Marcey-les-Grèves im Norden und Nordwesten, Avranches im Norden, Saint-Martin-des-Champs im Osten, Saint-Quentin-sur-le-Homme im Osten und Südosten, Pontaubault im Süden, Céaux im Südwesten sowie Vains im Nordwesten.
Durch die Gemeinde führt die Route nationale 175. Im Gemeindegebiet liegt auch der Flugplatz Avranches.

## Bevölkerungsentwicklung
| Jahr                       | 1962 | 1968 | 1975 | 1982 | 1990 | 1999 | 2006 | 2012 | 2018 |
| Einwohner                  | 916  | 857  | 1340 | 1594 | 1609 | 1574 | 1812 | 1909 | 2007 |
| Quellen: Cassini und INSEE |      |      |      |      |      |      |      |      |      |

## Sehenswürdigkeiten

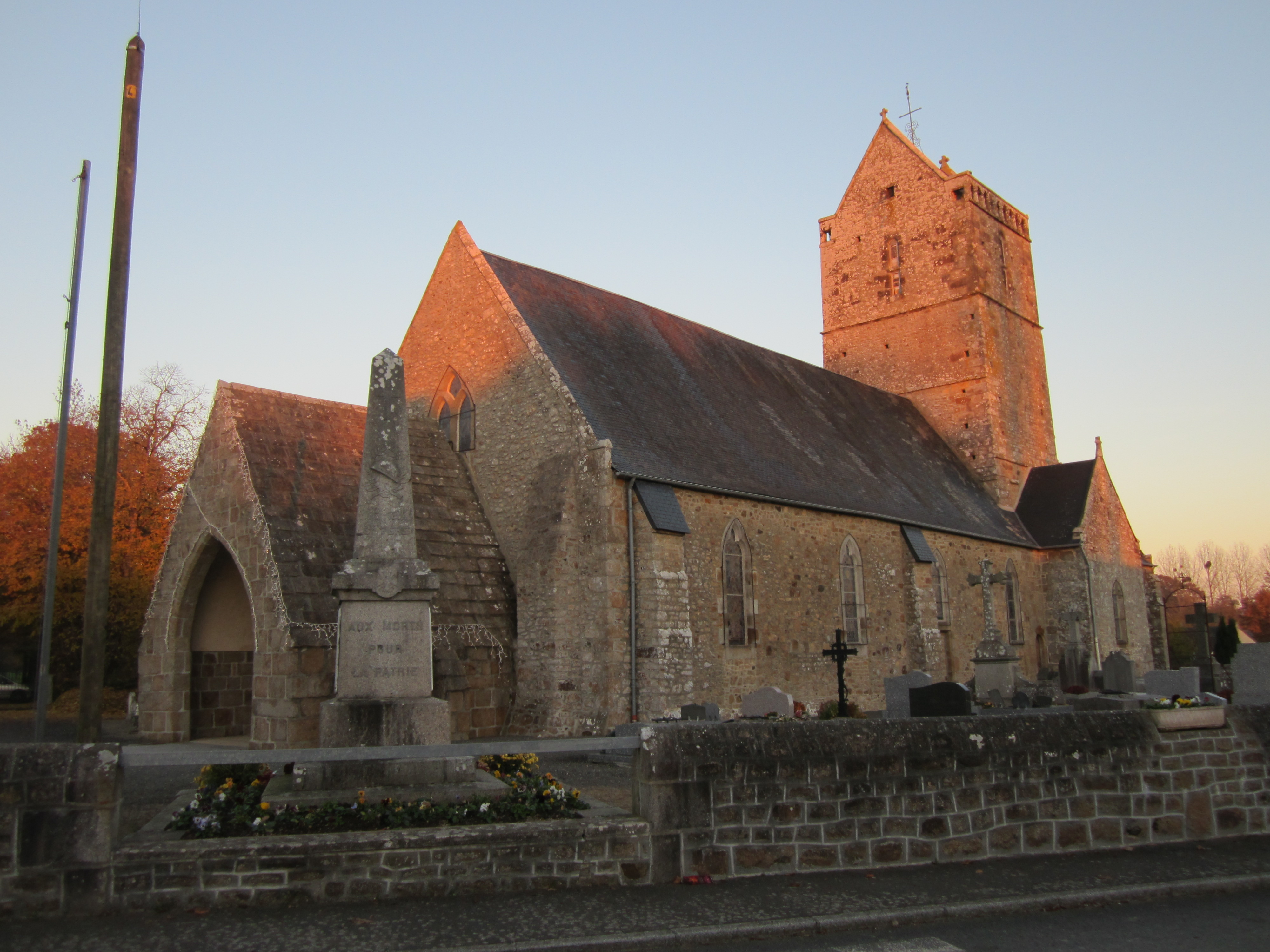
Kirche Saint-Pierre

- Kirche Saint-Pierre